# درفش‌نوک ساده
نوک‌درفش ساده (نام علمی: Xenops minutus) یک پرنده گنجشک‌سان است که در جنگل‌های دشت نمناک در نواحی گرمسیری جدید از جنوب مکزیک تا غرب اکوادور، شمال شرقی آرژانتین و برزیل مرکزی زادآوری می‌کند.
عضوی از خانواده پرندگان تنورساز در آمریکای جنوبی است، گروهی که در آن بسیاری از گونه‌ها لانه‌های سفالی پیچیده‌ای می‌سازند، که باعث ایجاد نام انگلیسی برای خانواده «مرغ تنورساز» شده‌است.